# Statue de James Barry Hertzog (Pretoria)
La statue de James Barry Munnik Hertzog est une sculpture située à Pretoria, la capitale d'Afrique du Sud. 
Érigée dans une allée des jardins en contrebas des Union Buildings, cette sculpture, réalisée par Coert Steynberg et inaugurée en 1977, rend hommage à James Barry Hertzog (1866-1942), général boer, promoteur de l'afrikaans, fondateur du parti national et premier ministre de l'Union de l'Afrique du Sud (1924-1939). 

## Descriptif

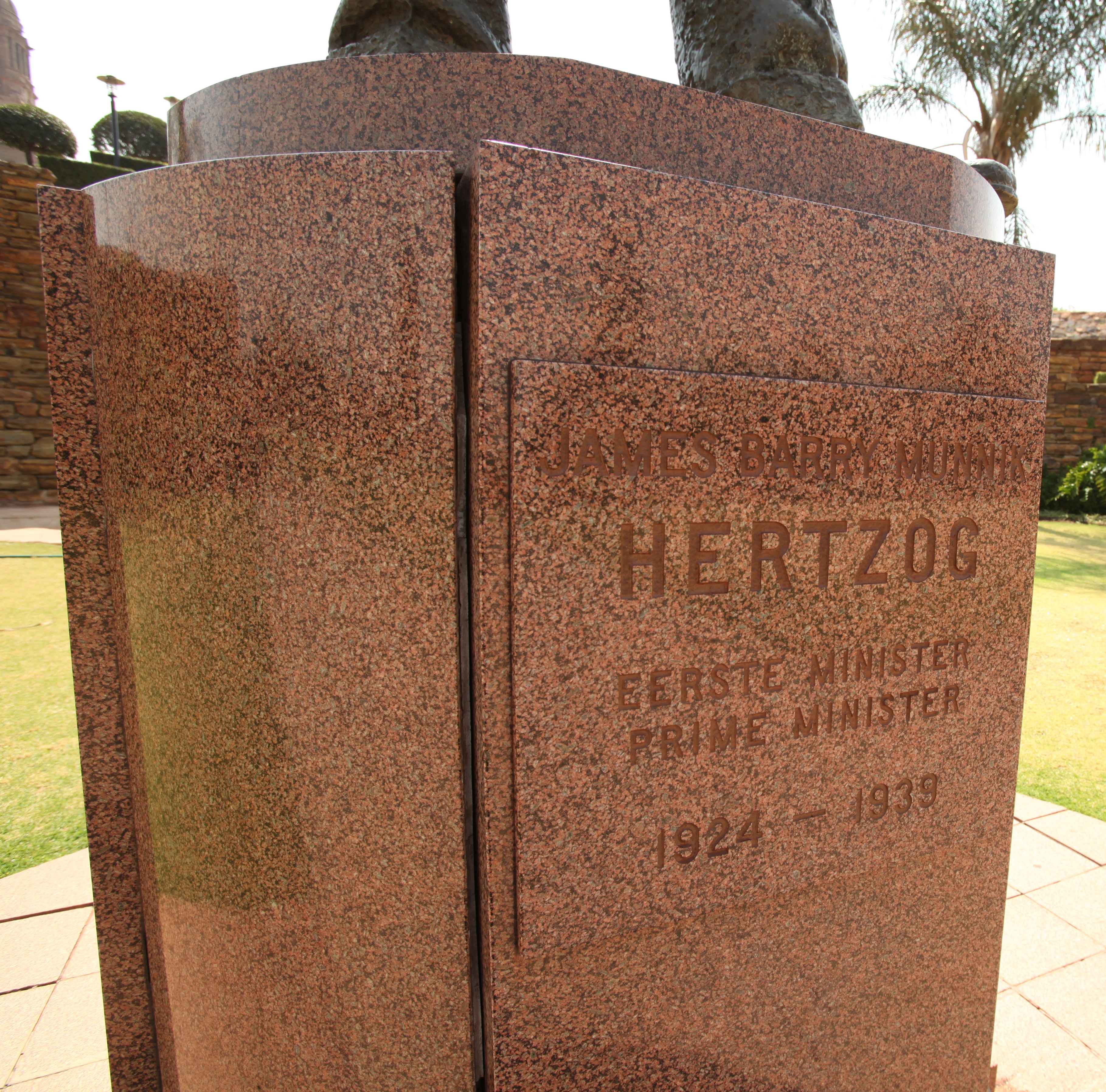
L'ancien piédestal en marbre rouge

La statue représente James Barry Hertzog en costume, tenant à sa main droite l'acte d'union tandis que sa main gauche est plongée dans la poche de sa veste. À l'origine, les lunettes de Hertzog étaient représentées mais, fines et fragiles, elles sont tombées et n'ont pas été refixées. 
De 1977 à 2013, la statue de 4 m de hauteur était juchée sur un socle en marbre rouge sur lequel était inscrit en afrikaans et en anglais le nom et la plus haute fonction de l'ancien général de la seconde guerre des Boers : James Barry Munnik Hertzog - Eerste Minister - Prime minister - 1924 -1939. 
Depuis novembre 2013, la statue est anonyme, juchée sur un socle en ciment qui n'est pas celui d'origine et sur lequel ne figue aucune inscription.

## Localisation
Depuis 2013, la statue est située dans une allée perpendiculaire à l'axe central dans les jardins en terrasse des Union Buildings à Pretoria.

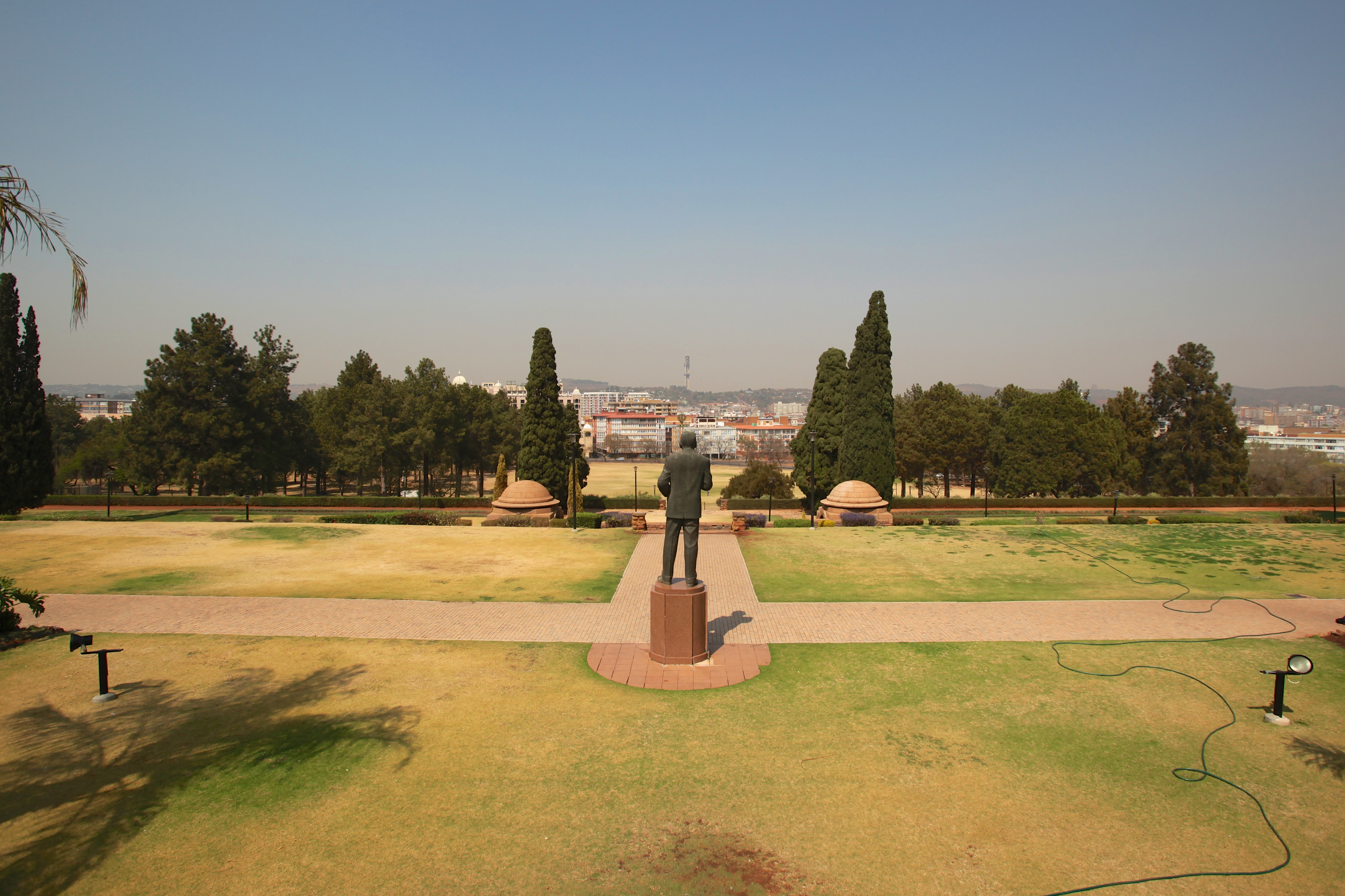
La statue à son ancien emplacement face aux jardins
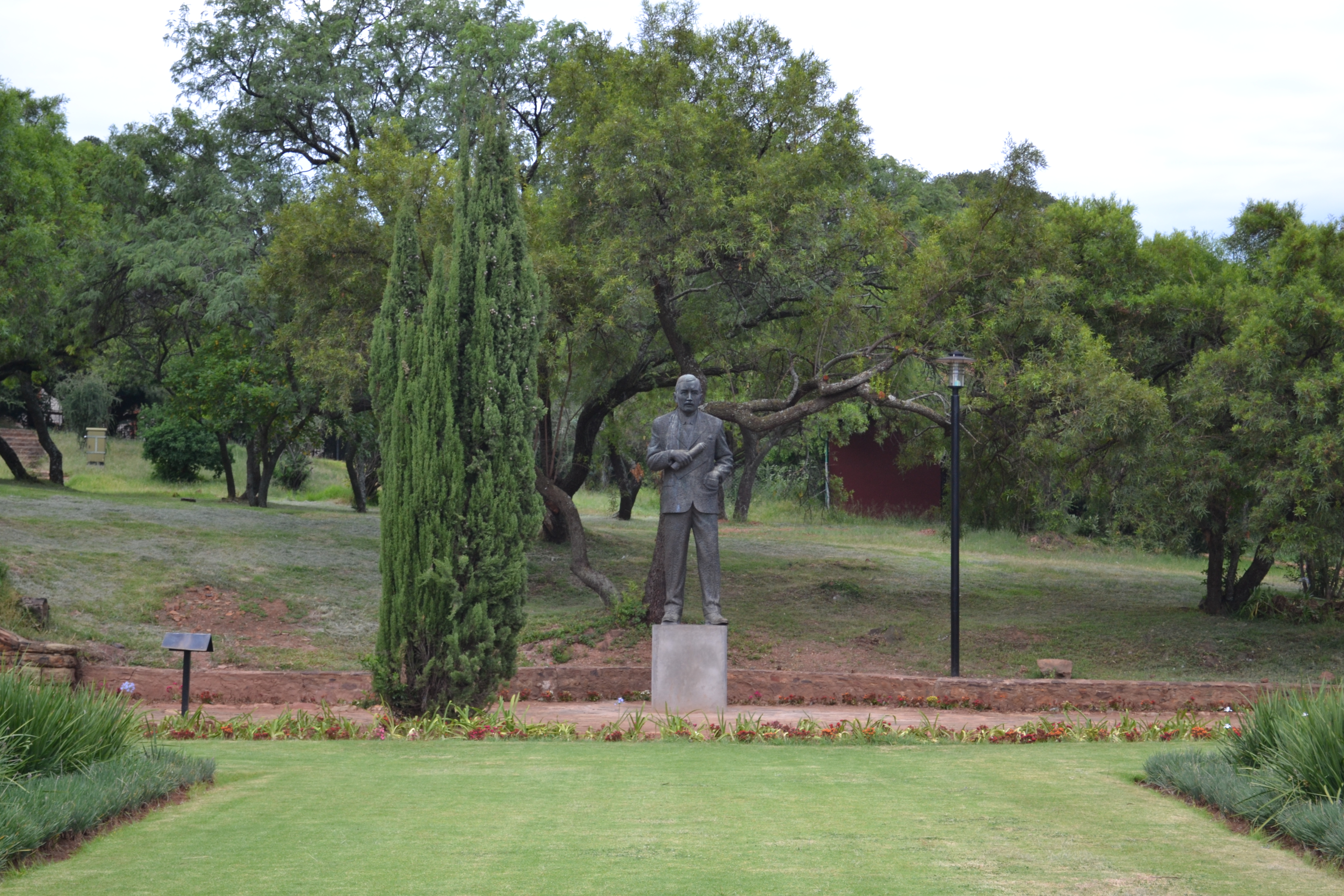
La statue d'Hertzog est située au fond d'une allée perpendiculaire à son ancien emplacement central

## Historique
Réalisée par le sculpteur Coert Steynberg, la statue fut inaugurée en 1977 dans les jardins des Union Buildings dans l'axe entre le Delville Monument et la statue équestre de Louis Botha. 
En 2013, le National Heritage Council commanda une statue colossale de Nelson Mandela pour être érigée dans les jardins des Union Buildings. La place où était située la statue de J.B.M. Hertozg fut estimée la plus appropriée. 

Après consultation et approbation des descendants du général Hertzog, sa statue fut déboulonnée le 22 novembre 2013 et déplacée vers un nouvel emplacement au bout d'une allée perpendiculaire aux terrasses des jardins. 
Durant l'inauguration de la statue de Mandela, le président Jacob Zuma remercia la famille du général Hertzog et leur exprima sa gratitude  « pour leur compréhension et leur coopération »,.